# Scott Hicks
Robert Scott Hicks (ur. 4 marca 1953 w Ugandzie) – australijski scenarzysta, reżyser i  producent filmowy. Był nominowany do Oscara w dwóch kategoriach: za najlepszy scenariusz oryginalny i najlepszą reżyserię filmu biograficznego Blask (1996). 

## Życie prywatne
Zamieszkał w Adelaide. W 1971 ożenił się z Kerry Heysen, z którą ma dwóch synów - Scotta i Jethro.

## Filmografia
- 1975: Down the Wind
- 1982: Freedom
- 1985: INXS - „Swing and Other Stories” (teledysk)
- 1986: Call Me Mr. Brown
- 1990: Sebastian and the Sparrow
- 1991: Finders Keepers (serial telewizyjny)
- 1994: The Space Shuttle (TV)
- 1996: Blask (Shine)
- 1999: Cedry pod śniegiem (Snow Falling on Cedars)
- 2001: Kraina wiecznego szczęścia (Hearts in Atlantis)
- 2007: Życie od kuchni (No Reservations)
- 2007: Philip Glass w 12 częściach (Glass: A Portrait of Philip in Twelve Parts)
- 2009: Moi chłopcy (The Boys Are Back)
- 2012: Szczęściarz (The Lucky One)
- 2016: Upadli (Fallen)